# La tía Alejandra
La tía Alejandra es una película de terror sobrenatural mexicana de 1980, dirigida por Arturo Ripstein. Está protagonizada por Isabela Corona y Diana Bracho.

## Argumento
La trama se sustenta en la llegada a un hogar familiar, formado por dos padres y sus tres hijos, de la anciana tía del marido. Una mujer en principio cariñosa que sufre graves cambios de humor, que se recluye en su habitación con bastante regularidad y que parece estar rodeada por un aura de misterio que causa rechazo en el mayor de los hijos y no hace más que traer desgracias a la casa desde su llegada.
La Tía posee una fortuna que seguramente ayudará a sus parientes, pero en realidad empieza a destruir a toda la familia en forma diabólica, pues intenta enseñar brujería a los niños. Cuando uno de ellos le hace travesuras provoca su muerte, y cuando su sobrino la echa de la casa lo ahoga en su propia cama. Luego la niña mayor le quema el rostro y ella hace que se incendie una habitación completa con la niña dentro. Solo sobrevive la esposa y la hija pequeña, pero esta parece haber aprendido los secretos de la Tía...

## Reparto
- Isabela Corona ... Tía Alejandra
- Diana Bracho ... Lucía
- Manuel Ojeda ... Rodolfo
- María Rebeca ... Martha
- Lilan Davis ... Malena
- Adonay Somoza Jr. ... Andrés
- Ignacio Retes ... Médico

## Comentarios
La tía Alejandra es un caso curioso y atípico, una rara avis dentro de la cinematografía de género mexicana. No es estrictamente una cinta de terror pero transmite inquietud en muchos de sus pasajes. No es explícita en lo que muestra pero juguetea con acierto con brujería, maldiciones, magia negra y satanismo. No es gráfica a la hora de exponer violencia en pantalla, pero de manera sutil la muestra con una elegante fiereza que causa incluso malestar en espectador.
La puesta en escena de Ripstein es austera, sencilla, casi podría decirse que de telenovela. Pero su control sobre el tempo narrativo es excelente. Gracias la atmósfera y a la magnética presencia de una gran Isabela Corona que desde un físico endeble y hasta desvalido consigue transmitir un matiz amenazador que parecería inviable si no fuera por el buen trabajo entre el director y la actriz. Basta ver la escena de la conversación de Alejandra con el doctor y el ritual con la chica desnuda al fondo del encuadre, para percibir que con sólo una leve pincelada se puede perfilar el personaje de la protagonista mostrando sus atípicas costumbres y los lugares que regenta.